# 1812
Évszázadok: 18. század – 19. század – 20. század
Évtizedek: 1760-as évek – 1770-es évek – 1780-as évek – 1790-es évek – 1800-as évek – 1810-es évek – 1820-as évek – 1830-as évek – 1840-es évek – 1850-es évek – 1860-as évek
Évek: 1807 – 1808 – 1809 – 1810 –  1811 – 1812 – 1813 – 1814 – 1815 – 1816 – 1817

## Események
- március 11. – Poroszországban a zsidók polgárjogot kapnak, de nem vállalhatnak állami szolgálatot.[1]
- április 8. – I. Sándor orosz cár Turku helyett Helsinkit teszi a Finn Nagyhercegség fővárosává.[2]
- május 28. – A bukaresti békekötéssel lezárul az orosz–török háború.[3]
- június 24. – Bonaparte Napóleon serege átlépi az Orosz Birodalom határát.[4]
- augusztus 17–18. – Szmolenszknél megütközik egymással a francia Grande Armée és a cári haderő.[5]
- szeptember 7. – A borogyinói csata.[6]
- szeptember 14. – Bonaparte Napóleon serege bevonul Moszkvába.[7]

## Az év témái

### 1812 az irodalomban
- Megjelenik a Magyar dámák kalendáriomja,[8] az első magyar szépirodalmi zsebkönyv.

## Születések
- február 7. – Charles Dickens angol író († 1870)
- február 25. – Kovács Lajos politikus, publicista († 1890)
- április 30. – Kaspar Hauser Németországban talált, vitatott származású gyerek, aki 12 évig egy üregben élt († 1833)
- augusztus 27. – Szemere Bertalan, magyar miniszterelnök, író († 1869)
- augusztus 30. – Haraszthy Ágoston, magyar földbirtokos, a királyi testőrség tisztje, a kaliforniai szőlőtermesztés és borászat megalapítója († 1869)
- szeptember 20. körül  – Rhédey Klaudia a mai Windsor uralkodóház egyik ősanyja. II. Erzsébet angol királynő ükanyja. († 1841)
- október 13. – Hornyik János, levéltáros, történetíró († 1885)
- október 15. – Balassa Pál evangélikus lelkész († 1858)
- október 24. – Tóth Ágoston Rafael honvédezredes, hadmérnök, térképész, az MTA levelező tagja († 1889)
- November 9. – Paul Abadie francia műépítész († 1884)
- december 1. – Faragó Kajetán minorita rendi szerzetes, költő († 1879)
- december 3. – Lugossy József nyelvész, orientalista, az MTA tagja († 1884)
- december 15. – Perczel Miklós, politikus, az 1848–49 évi szabadságharcban honvéd ezredes, az amerikai polgárháborúban az északi hadsereg ezredese, Perczel Mór honvéd tábornok öccse († 1904)

## Halálozások
- február 28. – Hugo Kołłątaj lengyel tudós, pap, politikus és államférfi (* 1750)
- szeptember 21. – Emanuel Schikaneder német vígjátékíró és opera-librettista, színész, énekes, író, rendező, színházigazgató (* 1751)
- szeptember 23. – Rájnis József bölcseleti és teológiai doktor, tanár, műfordító (* 1741)
- szeptember 24. – Pjotr Bagratyion[6] orosz tábornok, a napóleoni háborúk egyik hadvezére (* 1765)
- szeptember 29. – Csehy József katona (* 1778)